# Pierre Kropotkine
Pour les articles homonymes, voir Kropotkine.
Pierre Kropotkine (en russe : Пётр Кропоткин, Piotr Kropotkine), né le 9 décembre 1842 (27 novembre du calendrier julien) à Moscou et mort le 8 février 1921 à Dmitrov près de Moscou, issu d'une lignée princière riourikide, est un géographe, explorateur, zoologiste, anthropologue et géologue russe, ainsi que, sur le plan politique, un anarchiste, théoricien du communisme libertaire,,,,.
Il acquiert une formation scientifique de haut niveau à l’école du Corps des Pages du tsar Alexandre II. Contre les attentes familiales, il part faire son service militaire en Sibérie orientale alors que son rang lui promet une brillante carrière à Moscou. De 1862 à 1866, il accumule plusieurs expériences fondatrices. Anthropologue, il observe l’organisation sociale de petites communautés sibériennes et de peuples reculés, dont l’inventivité institutionnelle et le sens de la coopération, à mille lieues du pouvoir central, le frappent durablement. Géographe et naturaliste, il pratique une expédition en Mandchourie.
À son retour de Sibérie, il se spécialise en géographie, intégrant la Société géographique impériale à Saint-Pétersbourg. En 1871, il en refuse le poste de secrétaire général. Il voyage en Suisse, notamment dans le Jura, où il rencontre des membres de la Fédération jurassienne, et surtout Michel Bakounine. En 1872, il adhère à l’anarchisme : « L’exposé théorique de l’anarchie tel qu’il était présenté alors par la Fédération jurassienne […] la critique du socialisme d'État […] et le caractère révolutionnaire de l’agitation, sollicitaient fortement mon attention. Mais les principes égalitaires que je rencontrais dans les montagnes du Jura, l’indépendance de pensée et de langage que je voyais se développer chez les ouvriers […] tout cela exerçait sur mes sentiments une influence de plus en plus forte ; et quand je quittai ces montagnes, après un séjour de quelques jours au milieu des horlogers, mes opinions sur le socialisme étaient faites : j’étais anarchiste »,.
Revenu en empire russe, il prend largement sa part dans la deuxième vague de l’« aller au peuple », mouvement par lequel les jeunes intellectuels russes s’efforcent d’influencer les masses travailleuses dans le sens de la révolution sociale. Il est arrêté en 1874 pour ses menées subversives. Commence alors une vie d’exil, où Kropotkine devient l’un des théoriciens, sinon le théoricien le plus respecté du mouvement anarchiste international.
En 1883, arrêté à Lyon, il est impliqué dans le « Procès des 66 », accusé d’être affilié à l’Association internationale des travailleurs (AIT) alors interdite. Il est condamné à cinq ans de prison mais finalement amnistié en 1886. De son expérience pénitentiaire, il tire l'ouvrage Dans les prisons russes et françaises (1887).
Lors de la Première Guerre mondiale, il est l’un des signataires du Manifeste des seize rassemblant les libertaires partisans de l'Union sacrée face à l'Allemagne.
Il est l'auteur de nombreux ouvrages dont : La Conquête du pain, L'Entraide, un facteur de l'évolution, Autour d'une vie (mémoires d'un révolutionnaire) et L’Éthique.

## Biographie

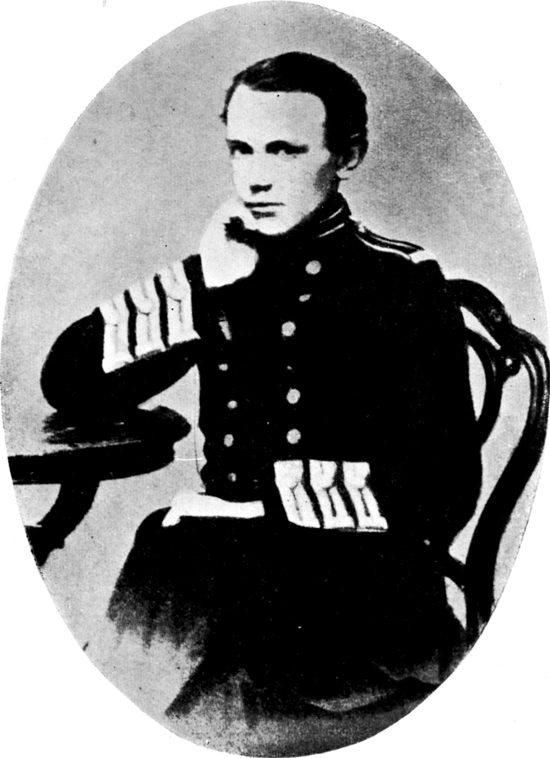
En 1861 au lycée à Moscou.

### Famille et formation

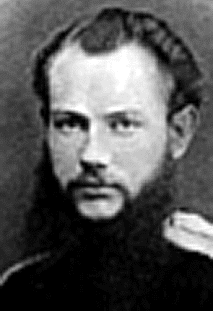
Vers 1870.

Son père, le général prince Alexis Pétrovitch Kropotkine (1805-1871), riourikide, issu d'une branche cadette des princes de Smolensk, est un riche propriétaire terrien ; sa mère, Catherine Nicolaïevna, fille du général Nikolaï Soulyma (1777-1840), héros des guerres napoléoniennes, meurt de la tuberculose à 34 ans. Pierre Alexeïévitch poursuit ses études au Premier lycée classique de Moscou, puis entre dans l’armée impériale russe à partir de 1857. Il est alors affecté comme officier de Cosaques de l'Amour en Sibérie.
Sa sympathie pour l'insurrection polonaise de 1863 l'amène à démissionner de l'armée. Il se consacre alors à des expéditions scientifiques en Sibérie et en Mandchourie, tout en lisant Pierre-Joseph Proudhon et Alexandre Herzen.
De 1867 à 1871, il suit des études de mathématiques et de géographie à l'université de Saint-Pétersbourg tout en étant secrétaire de la Société de géographie. Il publie plusieurs travaux sur l'Asie septentrionale et, en 1871, explore les glaciers de la péninsule scandinave.

### Premiers engagements
En 1872, il se rend en Belgique puis en Suisse où il adhère à la Fédération jurassienne de la Première Internationale. Il a l'occasion de se rapprocher de James Guillaume, sans que cela se transforme cependant en amitié solide.
Il repart, la même année, en Russie où il mène une activité de militant notamment en publiant des brochures révolutionnaires. Il est arrêté à Saint-Pétersbourg en 1874, à la sortie d'une séance de la Société de géographie et interné en forteresse pour « propagande subversive [et] activités révolutionnaires ». Il s'en évade le 30 juin 1876.
Il passe ensuite en Grande-Bretagne, puis revient en Suisse fin 1876, où il séjourne à Neuchâtel, et rencontre Errico Malatesta et Carlo Cafiero.
En 1877, il fonde avec Paul Brousse et Jean-Louis Pindy, le journal L'Avant garde, « Organe de la Fédération française de l'Association internationale des travailleurs » avant de devenir, à partir d'avril 1878, l'« Organe collectiviste et anarchiste ». Et en 1879, avec Élisée Reclus, le journal Le Révolté qui devient peu après La Révolte, dont ils confient la direction à Jean Grave. À cette époque, Kropotkine est un partisan de la « propagande par le fait ». Il écrit dans Le Révolté publié le 25 décembre 1880 : « La révolte permanente par la parole, par l'écrit, par le poignard, le fusil, la dynamite […], tout est bon pour nous, qui n'est pas la légalité. »,,,,,.
En 1881, il est expulsé de Suisse sur décision de Gustave Ador, malgré le fait que Georges Favon intervienne en sa faveur, probablement à la suite de pressions exercées par la diplomatie russe. Après un court passage à Londres, où lors d’un congrès international, il plaide en faveur de l’action violente et de la propagande par le fait, il s'installe en 1882 en France à Thonon-les-Bains.

### Trois ans de prison en France

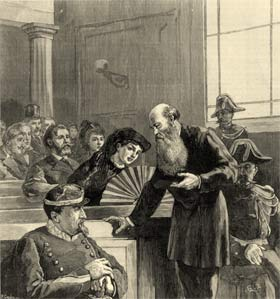
Pierre Kropotkine au procès des 66 en 1883.

Il est arrêté à Lyon et impliqué dans le procès dit « procès des 66 », qui s’ouvre le 8 janvier 1883, à la suite des violentes manifestations des mineurs de Montceau-les-Mines d’août 1882 et des attentats à la bombe perpétrés à Lyon en octobre 1882. Au titre de la loi du 14 mars 1872, les « 66 », dont Émile Gautier, sont accusés de s’être affiliés à l’Association internationale des travailleurs (AIT), censée avoir été reconstituée au congrès de Londres en juillet 1881 : « D'avoir […] été affiliés ou fait acte d'affiliation à une société internationale, ayant pour but de provoquer à la suspension du travail, à l'abolition du droit de propriété, de la famille, de la patrie, de la religion, et d'avoir ainsi commis un attentat contre la paix publique ». Le 7 janvier 1883, il est condamné à 5 ans de prison et 10 ans de résidence surveillée,. Lors de son procès, il déclare à ses juges que la révolution sociale est proche, « dans dix ans, cinq peut-être ». Et encore fait-il figure de pessimiste parmi les compagnons anarchistes. Après une courte détention dans cette ville, il est transféré dans la maison centrale de Clairvaux où il reste trois ans, bénéficiant des conditions de détention assouplies appliquées aux prisonniers politiques.
La pétition pour sa remise en liberté est signée, notamment, par le philosophe Herbert Spencer, l’astronome Camille Flammarion, le poète Algernon Swinburne et l'écrivain Victor Hugo. Il est amnistié en 1886.
De son expérience pénitentiaire, il tire l'ouvrage Dans les prisons russes et françaises (1887), dans lequel il décrit le système de travail, profitant à des entrepreneurs privés, mis en place dans les prisons françaises. La fréquence de la récidive lui paraît être inscrite dans le principe même de la prison, notamment parce qu'elle « tue en l'homme toutes les qualités qui le rendent mieux approprié à la vie en société ». Il conclut « qu'on ne peut pas améliorer une prison. Sauf quelques petites améliorations sans importance, il n'y a absolument rien à faire qu'à la démolir ».

### Exil londonien

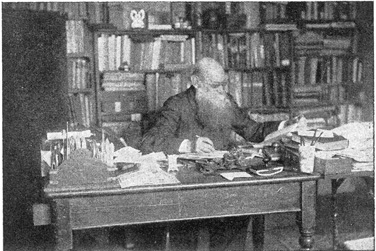
À sa table de travail vers 1890.

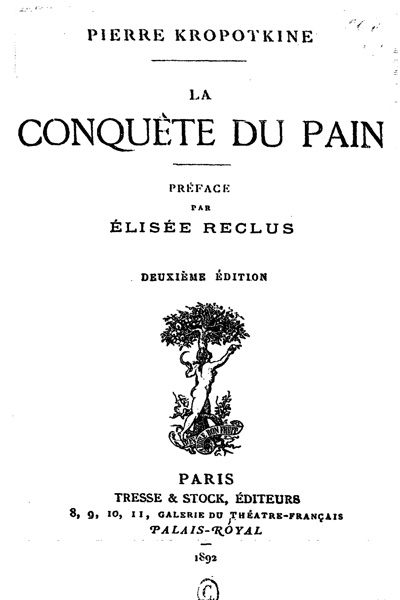
La Conquête du pain, 1892.

Il se réinstalle ensuite à Londres, où il participe à l'accueil des réfugiés politiques russes.
Il vit de ses écrits scientifiques et collabore à la rédaction de la Géographie universelle d'Élisée Reclus, ainsi qu'à la Chambers Encyclopædia et à l'Encyclopædia Britannica. Il refuse de devenir membre de la Société royale britannique de géographie car elle est sous le patronage de la reine Victoria.
En 1885, il publie Paroles d'un révolté, recueil d'articles parus dans la revue Le Révolté (revue socialiste non-autoritaire installée à Genève).
En octobre 1886, il fonde avec Charlotte Wilson le journal Freedom.
En 1892, dans La Conquête du pain, préfacé par Élisée Reclus, il trace les contours de ce que pourrait être une société libertaire.
Son ouvrage L'Entraide, un facteur de l'évolution, paru en 1902, expose des exemples de coopérations inter ou infra espèces et se veut un pendant des travaux de Charles Darwin, auquel il adhère, en s'opposant à ce qu'on appellera ultérieurement le darwinisme social. Traitant de la biologie évolutive et de l'étude des sociétés, Kropotkine y pose les fondements d'une « éthique libertaire ».
En 1906, paraissent ses Mémoires sous le titre Autour d´une vie.
Il commence aussi un grand ouvrage qu'il ne finira pas, L'Éthique. Ce livre, tel qu’il nous est connu, expose de manière personnelle l’histoire de la philosophie de l'Antiquité au milieu du XIXe siècle.
Kropotkine est alors considéré comme le principal théoricien du mouvement libertaire et veut fonder un « anarchisme scientifique ».
L'échec de la « propagande par le fait » qui isole de plus en plus les anarchistes des masses ouvrières, l'oblige à réévaluer sa position sur la violence révolutionnaire minoritaire : il écrit dans Le Révolté en 1890, qu'« un édifice basé sur des siècles d’histoire ne se détruit pas avec quelques kilos d’explosifs ».
C'est vers le syndicalisme révolutionnaire naissant qu'il se tourne alors : « La révolution, avant tout, est un mouvement populaire. ». Il préconise la création d'un syndicalisme de masse : « Il faut être avec le peuple et créer des unions monstres, englobant les millions de prolétaires contre les milliers et les millions d’or des exploiteurs » (La Révolte, 27 septembre 1890).

### La guerre de 1914-1918
L'éclatement de la Première Guerre mondiale provoque de vives tensions au sein du mouvement qui est divisé entre « défensistes » et « antimilitaristes ».
En 1916, Kropotkine corédige avec Jean Grave, le Manifeste des Seize. Le texte est signé par, notamment, Christiaan Cornelissen, Charles-Ange Laisant, François Le Levé ou Charles Malato. Ils prennent ainsi publiquement parti pour le camp des Alliés et contre l’agression allemande. Une centaine d'autres personnalités anarchistes apportent leur soutien au Manifeste qui fonde « son analyse de la situation sur la conviction que l'Allemagne était l'agresseur et que, en outre, sa victoire dans la guerre en cours représenterait le triomphe du militarisme et de l'autoritarisme en Europe. Selon cette perspective, l'Allemagne était le « bastion de l'étatisme », la France — la patrie de la Révolution de 89 et de la Commune — [sic pour la syntaxe] c'est pourquoi la victoire de l'Allemagne entraverait le développement des idées libertaires et la marche vers une société fédéraliste et décentralisée en Europe. ».
Les « antimilitaristes », majoritaires dans le mouvement, dont Errico Malatesta, Emma Goldman, Alexandre Berkman, Rudolf Rocker, Voline ou Ferdinand Domela Nieuwenhuis s'opposent à cette prise de position, considérant « la guerre comme l'aboutissement inévitable du régime capitaliste et de l'existence des États en tant que tels ». Certains brocardent Kropotkine du nom d'« anarchiste de gouvernement »,.

### Retour en Russie

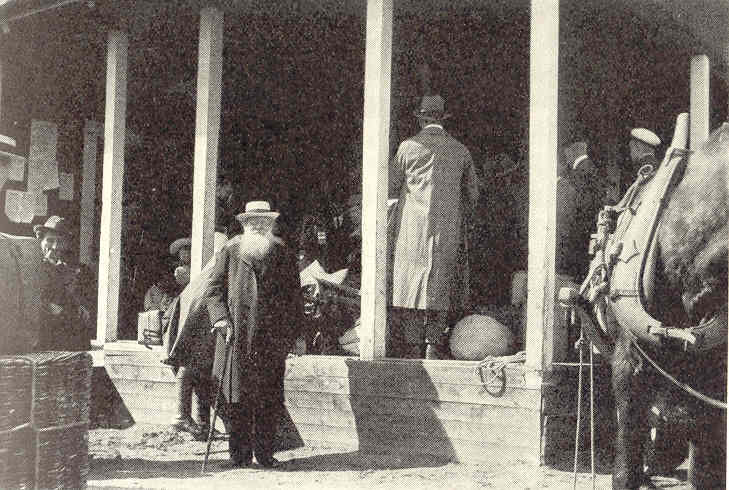
Kropotkine en Suède en 1917.

En 1917, après la révolution de Février, il retourne en Russie et retrouve le mouvement libertaire qui, pour quelques années encore, jouit d'une certaine liberté d'expression et d'association.
Fidèle à ses convictions, il refuse un poste de ministre proposé par Alexandre Kerenski, même s'il soutient son gouvernement.
Après la révolution d'Octobre, il fait partie des anarchistes russes qui apportent un soutien critique aux bolchéviques, prenant leur parti dans la guerre civile russe. En 1918, il rencontre Lénine par l'intermédiaire de Vladimir Bontch-Brouïevitch, et leur discussion est cordiale.
Avec Emma Goldman et Alexandre Berkman, présents à Moscou à cette époque, il critique de plus en plus ouvertement le nouveau gouvernement bolchévique, la personnalité de Lénine et la dérive dictatoriale du pouvoir.
En 1919, l'insurrection menée par Nestor Makhno en Ukraine revendique l'application effective des principes exposés dans la Conquête du pain, lorsque paysans et ouvriers organisent un système de troc massif entre les productions manufacturières industrielles et celles agricoles.

### Funérailles

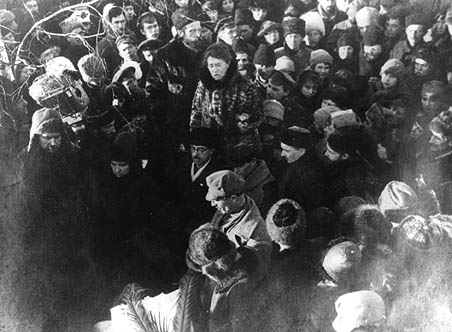
Emma Goldman lors des funérailles en 1921.

Le 8 février 1921, Kropotkine meurt à l’âge de 78 ans, à Dmitrov, près de Moscou. Sa famille et ses amis refusent au gouvernement bolchevique des funérailles nationales, celles-ci sont organisées par une commission composée de militants anarchistes (dont Nicolas Lébédeff, son secrétaire personnel). Le 10 février, le cercueil est transféré à Moscou dans un train orné de drapeaux noirs et de banderoles arborant des slogans comme « Là où il y a autorité, il ne peut y avoir de liberté », « Les anarchistes demandent à être libérés de la prison du socialisme » ou « La libération de la classe ouvrière, c’est la tâche des travailleurs eux-mêmes ». Le cercueil est exposé durant deux jours dans la salle des colonnes de la Maison des syndicats, au fronton de laquelle est accroché un énorme calicot portant une inscription dénonçant le gouvernement bolchevique et sa répression.
L’enterrement a lieu le 13 février. Bravant le froid, 20 000 Moscovites suivent le cortège qui s’arrête une première fois au musée Léon Tolstoï où est jouée la Marche funèbre de Frédéric Chopin, puis une seconde fois au niveau de la prison de la Boutyrka où s’entassent nombre de prisonniers politiques qui manifestent en frappant sur les barreaux. Avant que le cercueil ne soit mis en terre, plusieurs orateurs interviennent dont Emma Goldman. Kropotkine avait demandé que ne soit pas chantée L’Internationale lors de ses funérailles, tant elle ressemblait déjà « à des hurlements de chiens faméliques ».
L’enterrement de Kropotkine est la dernière manifestation libertaire de masse sous un gouvernement bolchevique. Dès le mois de mars, toutes les organisations anarchistes sont interdites, leurs militants persécutés. Le 17 mars, l'insurrection des marins et du soviet de la révolte de Kronstadt est écrasée par l'Armée rouge commandée par Léon Trotski.

## Pensée politique

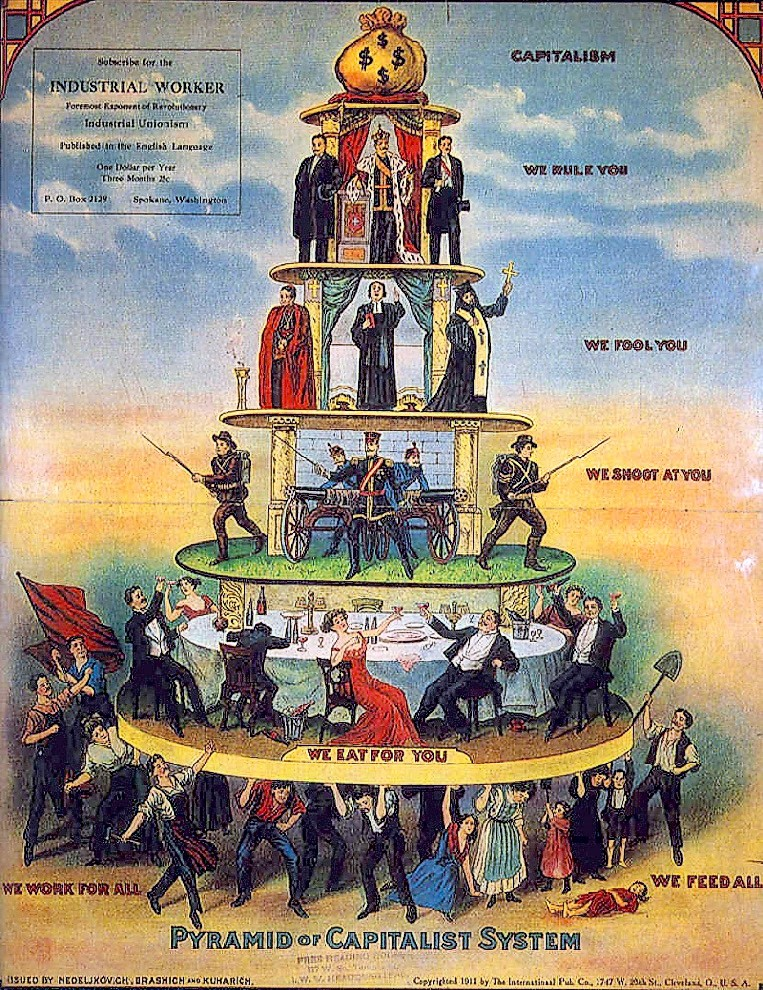
« en », début du XXe siècle.

Les premières bases théoriques de l'anarchisme ont été élaborées, quelques années auparavant, par Charles Fourier, Pierre-Joseph Proudhon, James Guillaume et Michel Bakounine. En synthèse, elles affirment la collectivisation des moyens de production gérés par des sociétés ouvrières, un salaire en fonction du travail réalisé par chacun, l'hostilité à la religion, le remplacement de l'État et du gouvernement par l'autogestion et le fédéralisme.
Le thème central des travaux de Kropotkine concerne l'abolition de toute forme de gouvernement remplacé par la libre fédération des groupes de producteurs et de consommateurs organisée sur les principes d'entraide, de libre-entente et de coopération.
Opposé à l'« individualisme bourgeois » auquel il oppose le concept d'« individuation », et contrairement à l'individualisme anarchiste, Kropotkine structure la collectivisation de l'économie autour de la création de petites communes autosuffisantes.
Si sa pensée de la coopération sociale est fondée sur une interprétation naturaliste, symétrique inversé du darwinisme social (L'Entraide, un facteur de l'évolution, 1902), sa confiance envers la création de petites communes va de pair avec un espoir fondé sur le progrès technique, et en particulier l'arrivée de l'électricité (Champs, usines et ateliers, 1910). Ces thèses seront reprises dans les années 1970 par Murray Bookchin.

### La collectivisation, l'entraide et la morale
La pensée de Kropotkine s'articule autour de trois axes :
- comment organiser la production et la consommation dans une société libertaire ? À travers l'expropriation puis la collectivisation des moyens de production et des biens obtenus, ainsi qu'une rationalisation de l'économie et la création de communes autosuffisantes (la commune supprime les différences entre les villes et la campagne, crée une décentralisation industrielle). De plus, et contrairement au capitalisme, il écarte le principe de bénéfice individuel maximum, au détriment d’un autre plus juste et plus égalitaire : « à chacun selon ses besoins », et qui repose sur l’entraide (le second axe) ;
- l’entraide : il s’agit d’une opposition frontale au Darwinisme social par la compétition : Kropotkine affirme que la coopération et l’aide réciproque sont des pratiques communes et essentielles dans la « nature humaine ». Si l’on renonce à la solidarité par cupidité, alors on tombe dans la hiérarchisation sociale et le despotisme ;
- la conception morale et éthique : seule une morale basée sur la liberté, la solidarité et la justice est à même de dépasser les instincts destructeurs qui eux aussi font partie de la nature humaine. Dans ce but, la science se doit de suivre des fondements éthiques, et non pas des principes surnaturels ou économiques. La recherche des structures sociales est la clé de la connaissance des besoins humains, base du développement de la société libre.

Selon Renaud Garcia, dans sa thèse de doctorat intitulée Nature humaine et anarchie, « loin de manifester une impasse pour tout discours qui voudrait dessiner les voies d'un changement radical de société, la notion de « nature humaine » telle que l'emploie Kropotkine offre de nombreux outils pour œuvrer dans cette direction. À la fois géographe et évolutionniste, Kropotkine ouvre la nature humaine en direction de la nature globale, et plus précisément du legs coopératif de l'évolution des espèces, à l'inverse de toute crispation essentialiste. C'est sur ce legs sans cesse retravaillé en fonction des contextes dans lesquels l'humain est conduit à vivre qu'il convient de s'appuyer pour contrer les effets de réductionnismes ruineux tels que le darwinisme social ou la sociobiologie ».

#### La Morale anarchiste
La Morale anarchiste est une des principales œuvres de Kropotkine. Il y développe l'idée selon laquelle le juge, le gouvernant et le prêtre ont abusé de la crédulité du peuple. La religion et la loi ne seraient que de fausses morales, la vraie morale étant naturelle, existant même chez les espèces animales à des degrés différents.

### Communisme libertaire

Symbole du communisme libertaire.

Kropotkine est le véritable fondateur du communisme libertaire, à savoir l'organisation économique communiste accompagnée d'une liberté totale et de l'absence de pouvoir coercitif.
Sa pensée se fonde sur le principe « De chacun selon ses moyens, à chacun selon ses besoins » initié par Louis Blanc. Il plaide, en outre, pour l'abolition du salariat et de l'argent remplacés par la prise au tas,.
Dans une société communiste il organise la production planifiée en fonction de la demande. Il propose de régler la question de la consommation par la formule « Prise au tas pour ce qui se trouve en abondance, rationnement pour ce qui est rare ». Chaque commune indépendante doit avoir pour objectif prioritaire l'autosuffisance et l'abondance de façon à rendre la vie agréable et à satisfaire les besoins, des plus élémentaires aux plus raffinés.
La Conquête du pain, publié en 1892, est sans doute le livre de Kropotkine qui aura le plus influencé la pensée libertaire dans sa mise en pratique.
Outre la description d'une société alternative, il s'attache à la démonstration de l'illégitimité et de l'inutilité de l'État (L'État, 1906). Il poursuit en insistant sur l'importance des communes et de la fédération de celles-ci (L'État, son rôle historique, 1906 ; La Commune, La Fédération comme moyen d'union).
S'opposant au mutuellisme et au coopérativisme ouvrier, il propose l'abolition du salariat (La Conquête du pain/Le salariat collectiviste, 1892, Le Salariat, 1889).
Il critique la relativité de la notion de « justice » (L'Organisation de la Vindicte appelée Justice, 1901) ainsi que le système carcéral et les prisons dans lesquelles il a passé plusieurs années en France et en Russie (On ne peut pas améliorer les prisons, 1887, Les Prisons, 1888, Dans les Prisons Russes et Françaises, 1886).
On peut opposer le communisme libertaire de Kropotkine aux thèses mutuellistes de Proudhon et collectivistes de Bakounine.
Dans L'Esprit de révolte, Kropotkine s'interroge sur le moyen de faire passer un peuple d'une situation d'indignation générale à celle d'une insurrection, sur les moyens de déclencher ce qu'il appelait une « révolution sociale ». En effet, même si le recul historique donne le sentiment d'un soulèvement déterminé à partir de causes évidentes (pauvreté, rejet du système politique en place…), l'élan général est déclenché par un acte minoritaire et incertain. Il nomme leurs auteurs les « sentinelles perdues » : « Au milieu des plaintes, des causeries, des discussions théoriques, un acte de révolte, individuel ou collectif, se produit, résumant les aspirations dominantes ».

### À propos de la violence
Pour Kropotkine, la violence semble moins voulue que subie et inéluctable. En 1880, il prône l’appel au meurtre dans Le Révolté : « Notre action doit être la révolte permanente par la parole, par l’écrit, par le poignard, le fusil, la dynamite […] Nous sommes conséquents et nous nous servons de toute arme dès qu’il s’agit de frapper en révoltés. Tout est bon pour nous qui n’est pas la légalité ».
En 1905, il tempère cependant son propos dans l’Encyclopædia Britannica où il évoque la période de la propagande par le fait : « Vers 1890, quand l’influence des anarchistes commence à se faire sentir dans les grèves, dans les manifestations du 1er mai où ils développèrent l’idée d’une grève générale pour la journée de huit heures, et dans la propagande antimilitariste dans l’armée ; ils furent violemment persécutés […]. Les anarchistes répondirent à ces persécutions par des actes de violence qui, à leur tour, furent suivis d’encore plus d’exécutions d’en haut, et de nouveaux actes de revanche d’en bas. Le public en retint l’impression que la violence est la substance de l’anarchisme, idée repoussée par ses partisans qui estiment qu’en réalité, la violence est utilisée par tout groupe selon que son action est gênée par la répression et que des lois d’exception le rendent hors-la-loi ».
Kropotkine souligne que la violence n’est pas l’anarchisme, au contraire, puisqu'« il n’y a qu’un seul parti qui soit conséquent et qui cherche à supprimer la violence dans les relations entre hommes, en demandant l’abolition de la peine de mort, l’abolition de toutes les bastilles, l’abolition du droit même d’un homme de punir un autre homme. C’est le parti anarchiste ». S'il prône l’insurrection violente, Kropotkine condamne l’usage de la terreur dans le processus révolutionnaire puisque « la Terreur organisée et légalisée, ne sert en réalité, qu’à forger des chaînes pour le peuple. Elle tue l’initiative individuelle, qui est l’âme des révolutions ; elle perpétue l’idée de gouvernement fort et obéi ; elle prépare la dictature de celui qui mettra la main sur le tribunal révolutionnaire et saura la manier, avec ruse et prudence, dans l’intérêt de son parti ».

### Commentaires bibliographiques

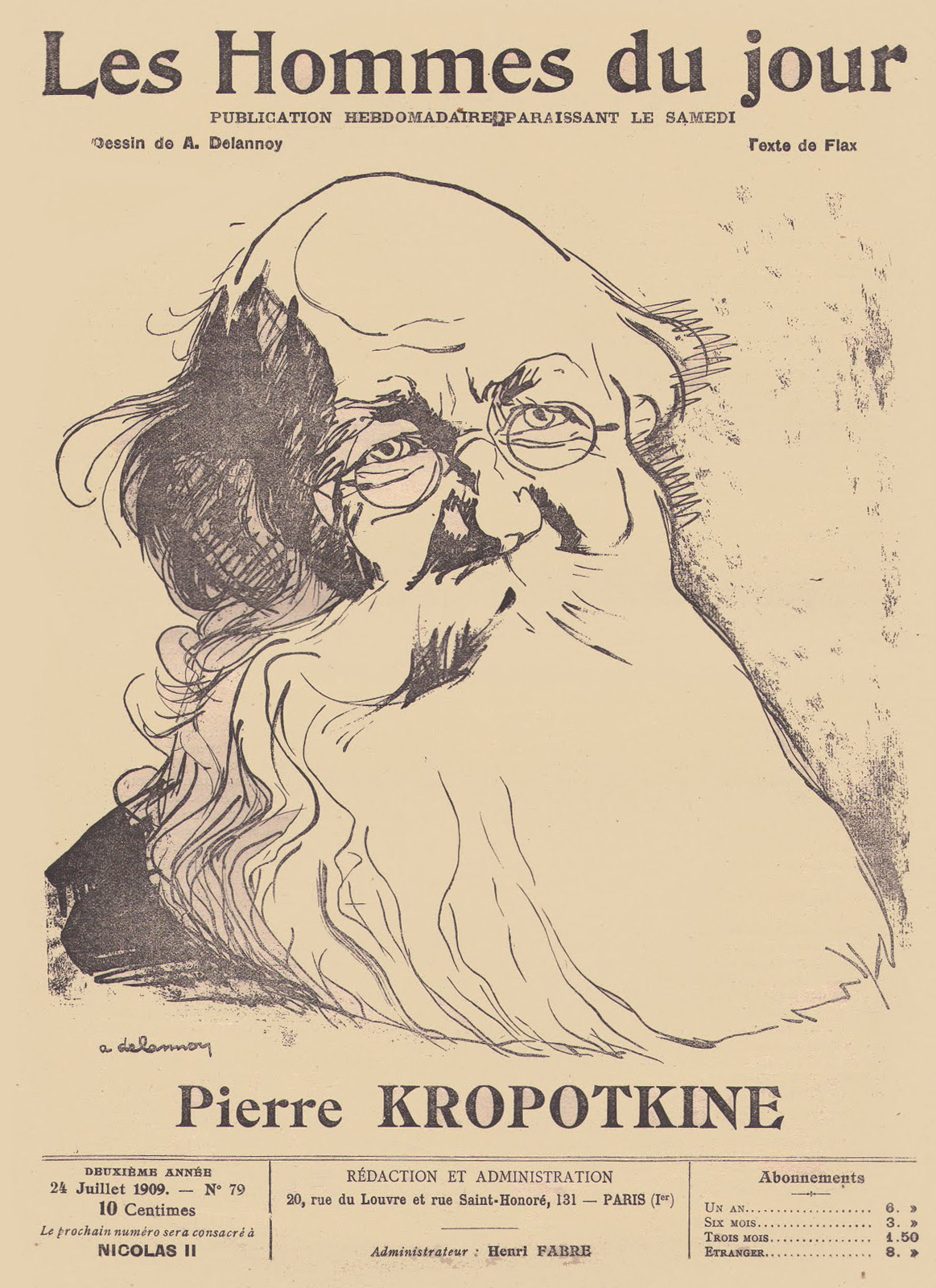
Portrait réalisé par Aristide Delannoy pour l'hebdomadaire Les Hommes du jour publié par Victor Méric, 24 juillet 1909.

Kropotkine rédige de très nombreux ouvrages et en parallèle des articles dans des journaux tels que Le Révolté ou Les Temps nouveaux. Il publie également des petites brochures de quelques dizaines de pages sur des sujets variés qui permettent d'atteindre un plus vaste public populaire.
- En 1895, Paroles d'un révolté est un recueil d'articles parus dans Le Révolté dans les années 1880-1882 : « Les libertés ne se donnent pas, elles se prennent ».
- Entre 1880 et 1882, dans La Commune, il décrit les relations qu'entretiendraient les communes entre elles, dans une société libertaire fédéraliste.
- En 1889, dans La Morale anarchiste, il rejette les morales traditionnelles, religieuse ou laïques, fondant la sienne sur la solidarité et l'équité.
- La Conquête du pain en 1892 reste un de ses ouvrages majeurs, il y décrit les moyens à mettre en œuvre pour parvenir à une société communiste libertaire, ainsi que son organisation. C'est une bonne synthèse de sa pensée.
- Dans L'État, son rôle historique, il retrace l'évolution des formes de pouvoir tout au long de l'Histoire de l'humanité, il en distingue les différentes phases : tribus, commune villageoise, commune libre, État centralisé, extinction de la civilisation.
- L'Entraide, un facteur de l'évolution en 1902, est un ouvrage scientifique qui lui vaut une reconnaissance internationale.
- La Fédération comme moyen d'union, peut être résume par cet extrait : « La fédération a toujours mené à l’union, tandis que la méthode opposée de la centralisation a toujours entraîné la discorde et la désagrégation ».
- Dans La Guerre, il analyse les racines des guerres et la façon qu'ont les industriels de les provoquer ainsi que les conséquences de celles-ci sur l'économie capitaliste.
- L'Esprit de révolte, il se penche dans cet essai sur les conditions nécessaires au déclenchement d'une révolution sociale et analyse le processus de l'étincelle qui met le feu aux poudres.

## Principales œuvres

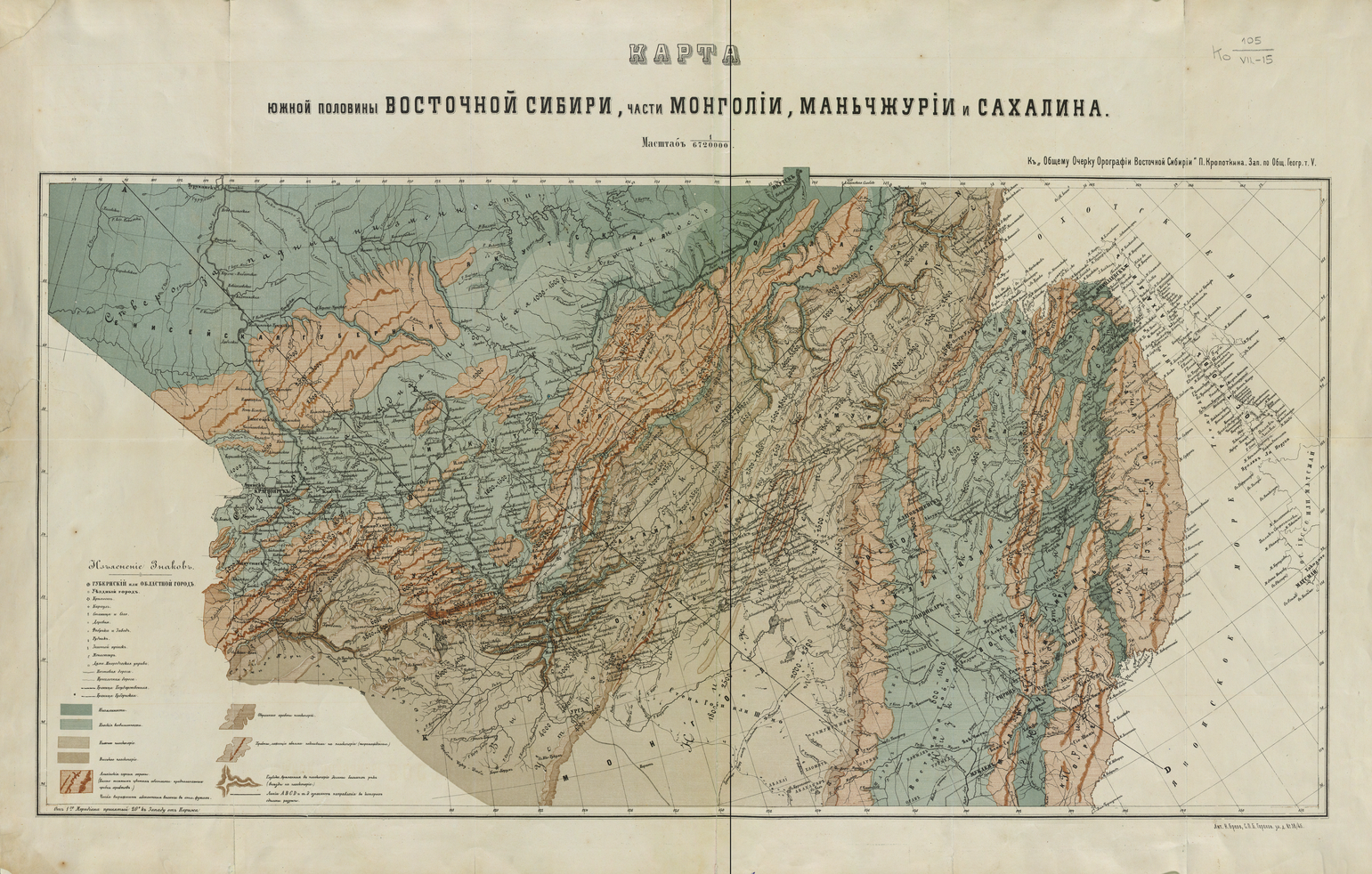
« Carte de la moitié sud de la Sibérie orientale et des parties de la Mongolie, Mandchourie, et Sakhaline • Pour une esquisse générale de l'orographie de la Sibérie orientale », 1875.

Certains textes, en français, sont numérisés à la Bibliothèque royale de Belgique.
- 1867 : Résumé d'orographie de la Sibérie.
- 1880-1882 : La Commune et La Commune de Paris[66], L’Altiplano, 2008.
- 1882 : Les Droits politiques, Zanzara athée, 2016.
- 1885 : Paroles d'un révolté[31], préface Élisée Reclus, Flammarion, 1978[67]
- 1887 : Dans les prisons russes et françaises, Le Temps des cerises, 2009
- 1887 : L’Anarchie dans l’évolution socialiste[68]
- 1889 : La Morale anarchiste[69], Mille et une nuits, 2004 ; Éditions de l'Aube, 2006 ; Éditions Nemo, 2008 ; Éditions l'Escalier, 2011 ; Éditions Payot, 2022 (ISBN 978-2-228-93173-1)
- 1889 : Le Salariat[58].
- 1892 : La Conquête du pain (texte intégral), Éditions du Sextant, 2006, 2013 et 2017  (ISBN 9782849780534).
- 1893 : La Grande Révolution[70]
- 1893 : Un siècle d'attente, 1789-1889[70]
- 1895 : Coopération et socialisme[71]
- 1896 : L'Anarchie[72], Éditions Nemo, 2008.
- 1898 : Autour d'une vie (mémoires d'un révolutionnaire)[10], Éditions Nemo, 2008 ; Éditions de l'Aube, 2008 ; Éditions du Sextant, 2012
- 1901 : L'organisation de la vindicte appelée justice, Éditions Le Flibustier, 2009
- 1902 : L'Entraide, un facteur de l'évolution[73], Éditions du Sextant, 2009, 2010 2013  (ISBN 9782849780312) ; Éditions Aden, 2009 ; Éditions Payot, 2023.
- 1903 : Communisme et anarchie[74], Éditions du Chat Ivre, 2012,  (ISBN 978-2-919663-14-9)
- 1906 : L'État, son rôle historique[75], Éditions Le Flibustier, 2009.
- 1909 : La Grande Révolution, Éditions du Monde libertaire, 1989 ; Éditions du Sextant, 2011 ; Éditions Atlande, 2019  (ISBN 9782350305738)
- 1910 : Champs, usines et ateliers
- 1912 : La Guerre[76].
- 1913 : la science moderne et l'anarchie.
- 1913 : La révolution sera-t-elle collectiviste ?[77]
- 1913 : Le Principe anarchiste[78], Les Temps nouveaux, 2006 ; Éditions Nemo, 2008.
- 1913 : La loi et l'autorité, Les Temps nouveaux, 1913[79].
- 1914 : L’Action anarchiste dans la révolution[80].
- 1914 : L'Esprit de révolte[61], Éditions Manucius, 2009 ; Éditions du Chat Ivre, 2012
- 1921 : L'Éthique, Éditions Tops-H, Trinquier, 2002
- 2001 : Œuvres, La Découverte, 2001.
- 2019 : Agissez par vous-même, Nada, 2019
- 2025 : Renverser un gouvernement, Payot, 2025.

### Correspondance
- Lettre sur le nationalisme, le mouvement ouvrier et les anarchistes, 11 mai 1897[81].

### Iconographie
- Institut international d'histoire sociale (Amsterdam) : A Dozen Photos of Kropotkin's Funeral.

### Document cinématographique
- Film muet tourné lors des funérailles en 1921, 11 minutes, voir en ligne.

### Radio
- Jean Lebrun, Gaetano Manfredonia, Les anarchistes et l'écologie, La marche de l'histoire, France Inter, 16 février 2015, écouter en ligne.

### Cinéma
- Il apparaît sur un mode fictif dans le film Désordres réalisé par Cyril Schäublin et sorti en 2022